# سام دولان
سام دولان (بالإنجليزية: Sam Dolan)‏ هو مدير فني أمريكي، ولد في 1884 في إنجلترا في المملكة المتحدة، وتوفي في 30 ديسمبر 1944.